# Lasiodora erythrocythara
Lasiodora erythrocythara é uma espécie de aranha pertencente à família Theraphosidae (tarântulas).